# Ora del Garda

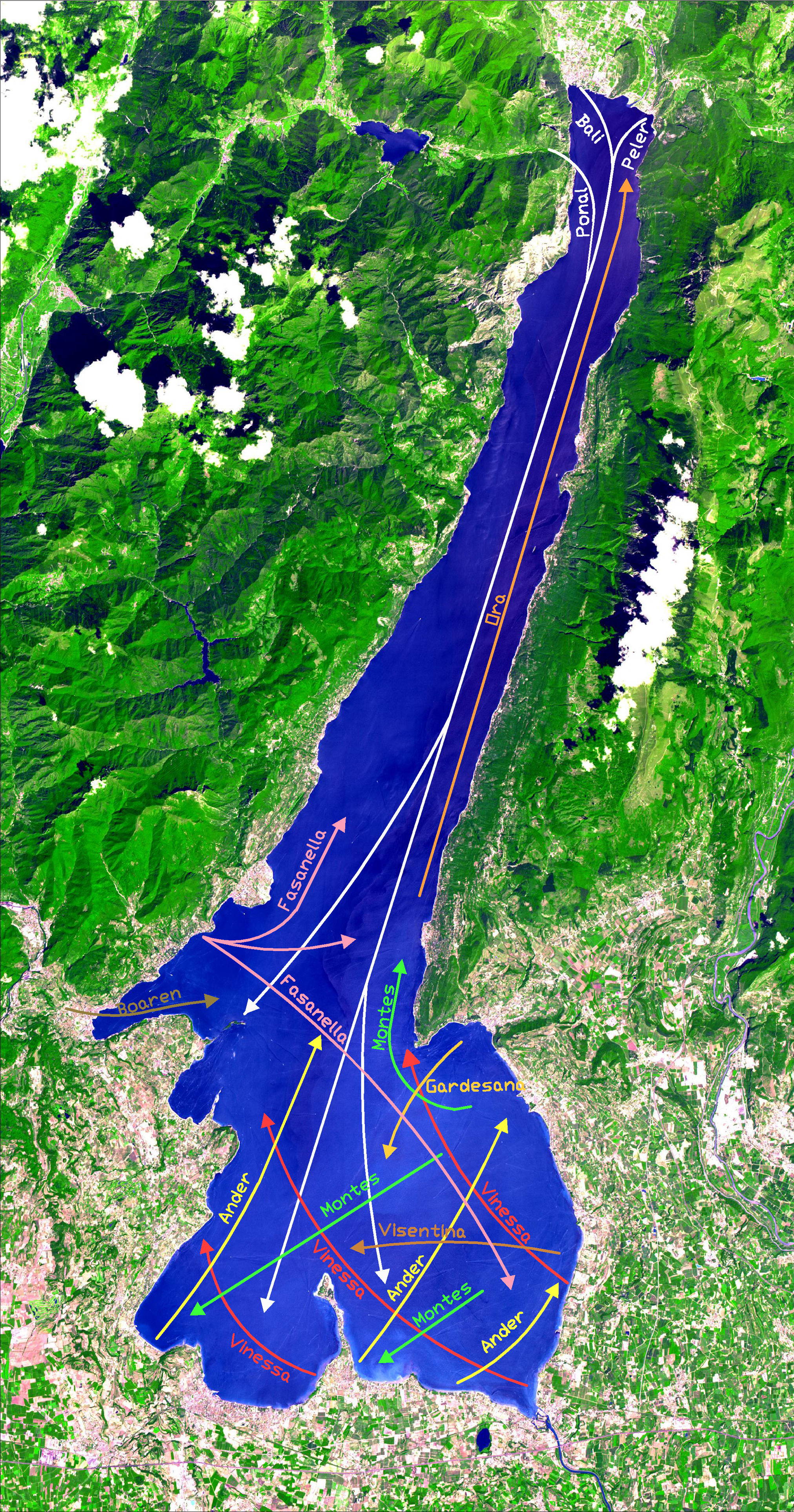
Mappa dei venti del lago di Garda.

L'ora del Garda è un vento tipico del lago di Garda che si propaga con forza nelle vallate limitrofe.
A Trento, che si trova nella parallela valle dell'Adige, questo vento è infatti spesso avvertito soprattutto nella parte nord, dove una via è stata denominata come questo vento.

## Descrizione
Il lago di Garda, oltre a essere il lago più grande d'Italia, è influenzato da molteplici venti la cui particolarità è dovuta al fatto che soffiano a determinati orari del giorno. Tra i maggiori si segnalano il pelèr, l'ander, il vinessa, il fasanella, il boaren, il ponal e l'ora.
In generale il vento si crea da una differente pressione atmosferica (ovvero da una zona di alta pressione a una più bassa) che quindi causa uno spostamento d'aria. Sul lago di Garda soffiano prevalentemente due venti, il pelèr da nord a sud la mattina e l'ora da sud verso nord nel pomeriggio, fino al tramonto. Quest'ultimo genera un movimento d'aria che risulta ideale per i praticanti di sport nautici che si esercitano su barche a vela, windsurf e kitesurf. Torbole sulla parte settentrionale del lago dove l'Ora soffia più forte è sede di importanti manifestazioni veliche internazionali. 
L'ora soffia più intensamente nella parte superiore del lago, per lo più grazie alla morfologia delle montagne che circondano il lago stesso, sempre più strette attorno allo specchio d'acqua, acquistando maggiore velocità a causa dell'effetto Venturi. Tale fenomeno è presente soprattutto durante il periodo primaverile, quando l'escursione termica tra l'aria e l'acqua è consistente. Diversamente, nelle giornate poco soleggiate, lo spirare del vento si affievolisce. Come avviene per il pelèr, l'ora ha un'intensità pari alla differenza di pressione che si crea tra le città di Bolzano e Ghedi (BS); quindi maggiore diviene la differenza di pressione più forte spira il vento.
L'ora del Garda è stato anche studiato nelle sue caratteristiche in una pubblicazione scientifica e in una tesi di dottorato di ricerca.

## Toponimo
Il termine ora deriva dalla parola latina aura ovvero "alito". Esso è un vento "basso" che genera un particolare movimento dell'acqua che, partendo all'inizio meno intenso, si rinforza sempre più fino al tramonto. Tale vento, proveniente dalla pianura padana, è preceduto dal pèler che soffia in direzione opposta la mattina e termina intorno a mezzogiorno.